# Сан-Лоренцо-Маджоре
Сан-Лоренцо-Маджоре (італ. San Lorenzo Maggiore) — муніципалітет в Італії, у регіоні Кампанія,  провінція Беневенто.
Сан-Лоренцо-Маджоре розташований на відстані близько 195 км на схід від Рима, 60 км на північний схід від Неаполя, 20 км на північний захід від Беневенто.
Населення — 2157 осіб (2014).

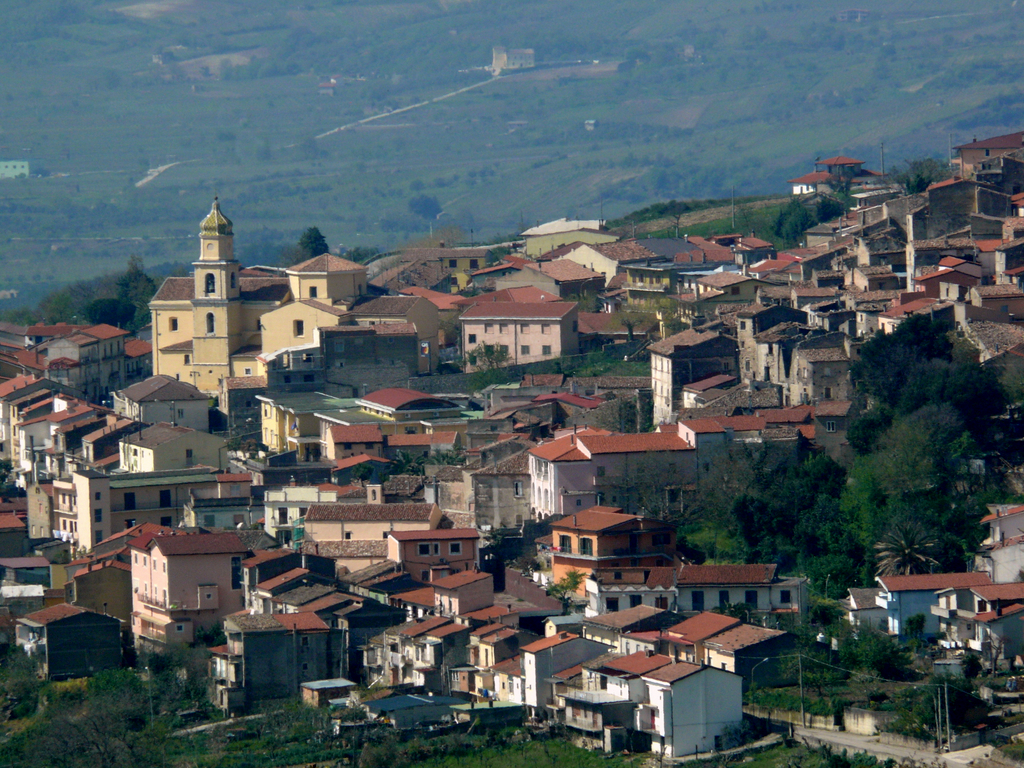

Щорічний фестиваль відбувається 10 серпня. Покровитель — святий мученик Лаврентій.

## Демографія
Населення за роками:

Станом на 1 січня 2023 року в муніципалітеті офіційно проживало 37 іноземців з 14 країн, серед них 13 громадян країн Євросоюзу та 6 громадян України.

## Сусідні муніципалітети
- Гуардія-Санфрамонді
- Паупізі
- Понте
- Сан-Лупо
- Вітулано